# Asbjørn Andersen
Asbjørn Andersen, född 30 augusti 1903 i Köpenhamn, död 10 december 1978, var en dansk skådespelare och regissör.

## Regi i urval
- 1952 - Kaerlighedsdoktoren
- 1950 - Historien om Hjortholm
- 1948 - I de lyse naetter
- 1946 - Op med lille Martha

## Filmografi (urval)
- 1976 - Dynamitgubbarna
- 1976 - Olsenbanden i full fart
- 1973 - I din fars lomme
- 1972 - Olsenbandets stora kupp
- 1963 - Et døgn uden løgn
- 1960 – Kärlekens decimaler
- 1958 - Världens rikaste flicka
- 1951 – Kvinnan bakom allt
- 1950 - Café Paradis